# Phylloscirpus
Phylloscirpus  C.B.Clarke é um género botânico pertencente à família Cyperaceae.

## Espécies
- Phylloscirpus acaulis
- Phylloscirpus andesinus